# 亮麗虹銀漢魚
亮麗虹銀漢魚又名塔氏虹銀漢魚、醜虹銀漢魚，為輻鰭魚綱銀漢魚目虹銀漢魚科變色虹銀漢魚的其中一亚種，分布於澳洲昆士蘭淡水流域，為熱帶魚類，體長可達20公分，棲息在溪流、湖泊表層水域，成群活動，生活習性不明，可做為觀賞魚。

## 亞種
- 亮麗虹銀漢魚 （Melanotaenia splendida splendida）：指名亞種。
- 醜虹銀漢魚（Melanotaenia splendida inornata）
- 塔氏虹銀漢魚（Melanotaenia splendida tatei）

## 擴展閱讀
維基物種上的相關：亮麗虹銀漢魚